# Spodoptera malagasy
Spodoptera malagasy là một loài bướm đêm trong họ Noctuidae.